# Sergueï Chtcherbatov
Pour les articles homonymes, voir Chtcherbatov.
Sergueï Alexandrovitch Chtcherbatov (en russe : Сергей Александрович Щербатов), né en 1875 et décédé le 25 mai 1962 à Rome, est un artiste peintre, philanthrope, collectionneur d'art et archéologue russe.

## Famille
Cinquième enfant du prince Alexandre Alexeïevitch Chtcherbatov (1829-1902), (premier maire élu de la ville de Moscou) et de son épouse Maria Pavlovna Moukhova (?-1892).
Le prince Sergueï Alexandrovitch Chtcherbatov épousa Polina Ivanovna Rozanova (1882-1966).
Une fille naquit de cette union :
- Valentina Sergueïevna Chtcherbatova : (1898-1985)[2].

## Biographie

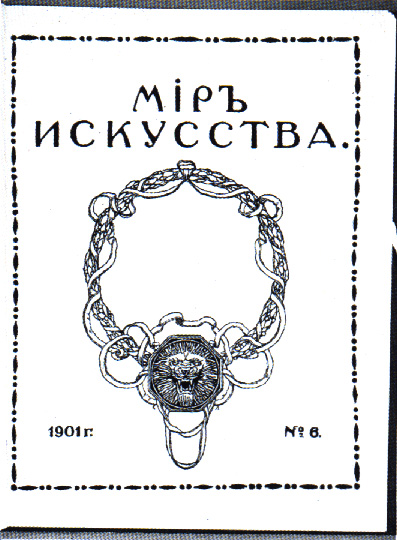
Couverture du magazine Le Monde de l'Art, le n°6 datant de l'année 1901

Issu d'une famille princière de la dynastie des Riourikides, enfant, le prince grandit dans le domaine familial de Nara dans la région de Moscou. Le jeune homme fréquenta l'école secondaire de Polivanovskïou à Moscou, puis poursuivit ses études à la Faculté d'histoire et de philologie de l'université de Moscou où il étudia la peinture avec Igor Iemmanouilevitch Grabar. Après l'obtention de son diplôme, le prince séjourna pour une durée d'une année à Munich, dans cette ville bavaroise, il devint l'ami de Leonid Osipovitch Pasternak. Ce dernier le présenta au cercle du Monde de l'Art. Le prince représenta des paysages, des natures mortes, il fut également un portraitiste, en outre, il peignit des tableaux à thèmes religieux, notamment l'Échelle de Jacob, les Cinq vierges sages et les Cinq vierges folles. En 1899, le prince réalisa deux tableaux : La tête du vieil homme et La Chambre rouge, le magazine du Monde de l'Art fondé par Sergueï Pavlovitch Diaghilev et publié à Saint-Pétersbourg de 1898 à 1904,consacra une exposition aux deux œuvres de l'artiste peintre russe.
De retour en Russie impériale, de 1901 à 1903, le prince vécut à Saint-Pétersbourg. En 1902, le baron Vladimir von Meck et le Monde de l'Art permirent au prince d'ouvrir une exposition permanente d'Art Moderne. Certains artistes apportèrent leur soutien pour la première exposition, parmi ceux-ci, le peintre russe Igor Iemmanouilevitch Grabar, Konstantin Andreevitch Somov, Nikolai Konstantinovitch Rerikh, le bijoutier et maître verrier français René Lalique, des estampes japonaises, des gravures  représentant le Saint-Pétersbourg d'antan, appartenant à des collectionneurs privés furent également exposées. Mais cette exposition ne rencontrant pas le succès attendu.le prince quitta Saint-Pétersbourg et s'établit à Moscou.
Le prince acquit au fil du temps une renommée comme connaisseur et collectionneur d'art. Le prince possédait une collection personnelle de portraits, en outre, de sa famille, il avait hérité d'une collection de meubles, de tapis, de lustres, de porcelaines, il hérita également de sa grand-mère paternelle, la princesse Sofia Stepanovna Apraksina, d'un album photo, ce dernier renfermait quelques lignes écrites par de grands artistes contemporains à la princesse Sofia Chtcherbatova, parmi ceux-ci : Alexandre Sergueïevitch Pouchkine, Vassili Andreïevitch Joukovski, Nikomaï Vassilievitch Gogol, Piotr Andreïevitch Viazemski, Ievgueni Abramovitch Baratynski, Fiodor Ivanovitch Tiouttchev, Ivan Sergueïevitch Tourgueniev, Adam Mickiewicz, Pauline Viardot, Franz Liszt, Gioachino Rossini, Karl Brioullov, Orest Adamovitch Kiprensky.
Le prince Chtcherbaov fut l'un des premiers en Russie impériale à porter un grand intérêt aux œuvres des maîtres japonais. Il acquit un certain nombre d'estampes japonaises, il posséda également des photographies représentant des œuvres d'art d'Europe occidentale datant du XVIIe et du XVIIIe siècles, hormis Une serveuse du restaurant Duval, une œuvre du peintre français Auguste Renoir et de statues de l'artiste français Aristide Maillol.

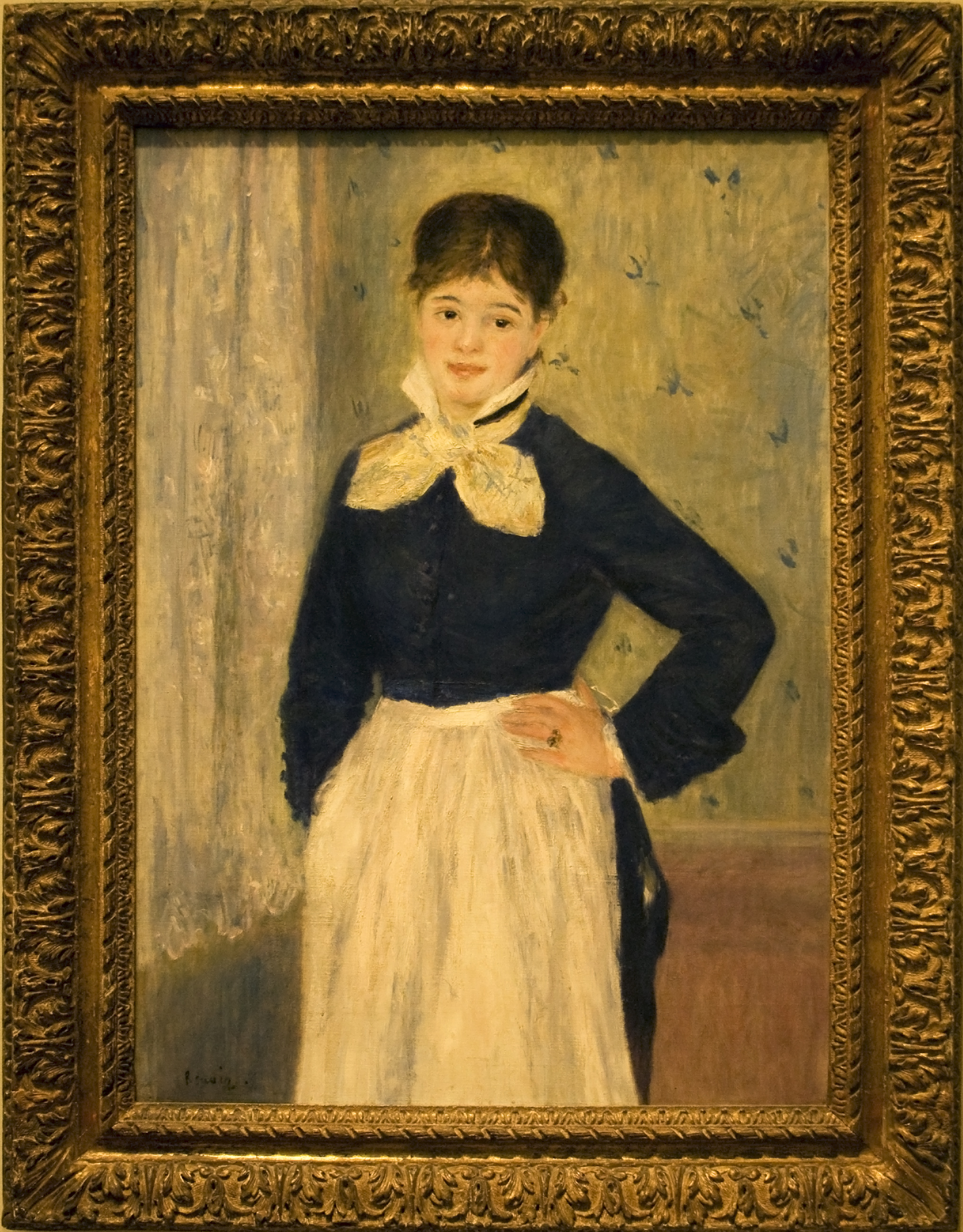
Une serveuse du restaurant Duval, une œuvre d'Auguste Renoir (1875)

Dans la collection personnelle du prince figuraient une collection de vases d'Émile Gallé acheté à la veuve du maître verrier, mais également des porcelaines chinoises et européennes.

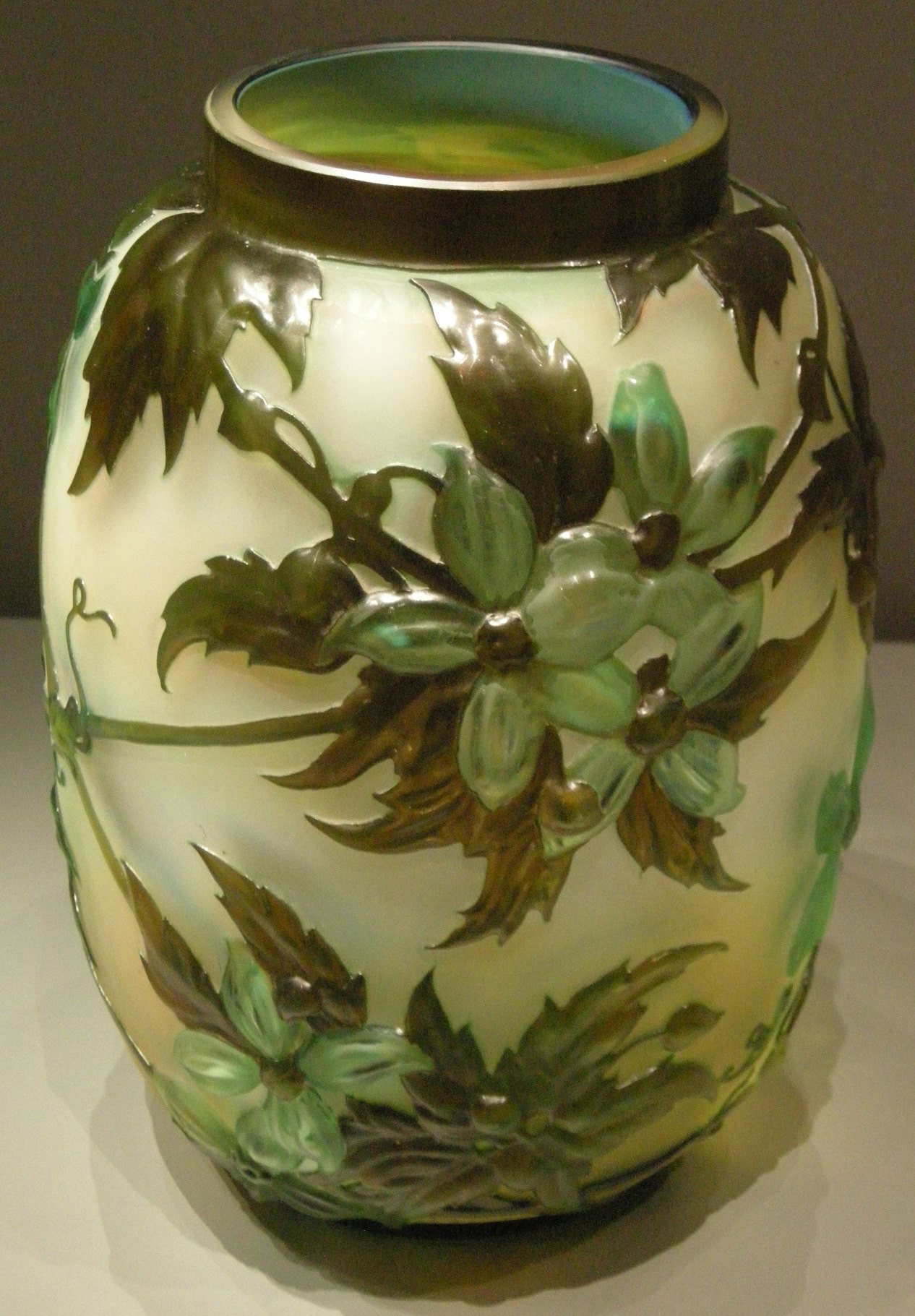
Vase aux clématites (1900)

Le prince eut une véritable passion pour les icônes, sa collection se composa essentiellement d'icônes de l'école de Novgorod datant du XVIe siècle, il posséda entre autres, une copie de La descente aux enfers, et l' Icône de la Mère de Dieu.

L'icône Notre-Dame du Signe ou de la Mère de Dieu, début du XIIe siècle, cathédrale Sainte-Sophie située à Novgorod

En 1913, l'architecte arménien Alexandre Oranesovitch Tamanian érigea pour le prince Chtcherbatov un manoir musée au 11, boulevard Novinski à Moscou. Le prince projeta d'exposer dans ce manoir-musée ses collections personnelles et des collections privées, mais Sergueï Alexandrovitch Chtcherbatrov ne réussit à convertir que son propre appartement en musée le reste du manoir qu'il fit construire fut utilisé comme immeuble. Le prince légua son musée à la ville de Moscou. (Dès le début de la Révolution russe, celui-ci fut dépouillé de ses trésors, quelques années plus tard, quelques objets furent retrouvés). De 1911 à 1915, il fut membre du Conseil de la Galerie Tretiakov, à cette époque, il légua des fonds personnels à cette galerie et fit don d'une partie de sa collection personnelle. Entre 1914 et 1917, le prince peignit des panneaux muraux et les plafonds  de la gare de Kazan en cours de construction à Moscou. entre 1917 et 1918, il fut membre du Conseil des arts et des dirigeants de l'Union des musées et des dépôts privés à Moscou.
Peu de temps avant son décès en 1911, le peintre russe Valentin Aleksandrovitch Serov entreprit la dernière œuvre de sa vie, il dessina la princesse Polina Ivanovna Chtcherbatova, l'épouse du prince Sergueï Aleksandrovitch, après le décès de l'artiste peintre, le prince Chtcherbatov fit encadré le dessin représentant son épouse, sur le cadre en laiton le prince fit gravé ces mots : Le dernier ouvrage de Valentin Serov.

### L'exil

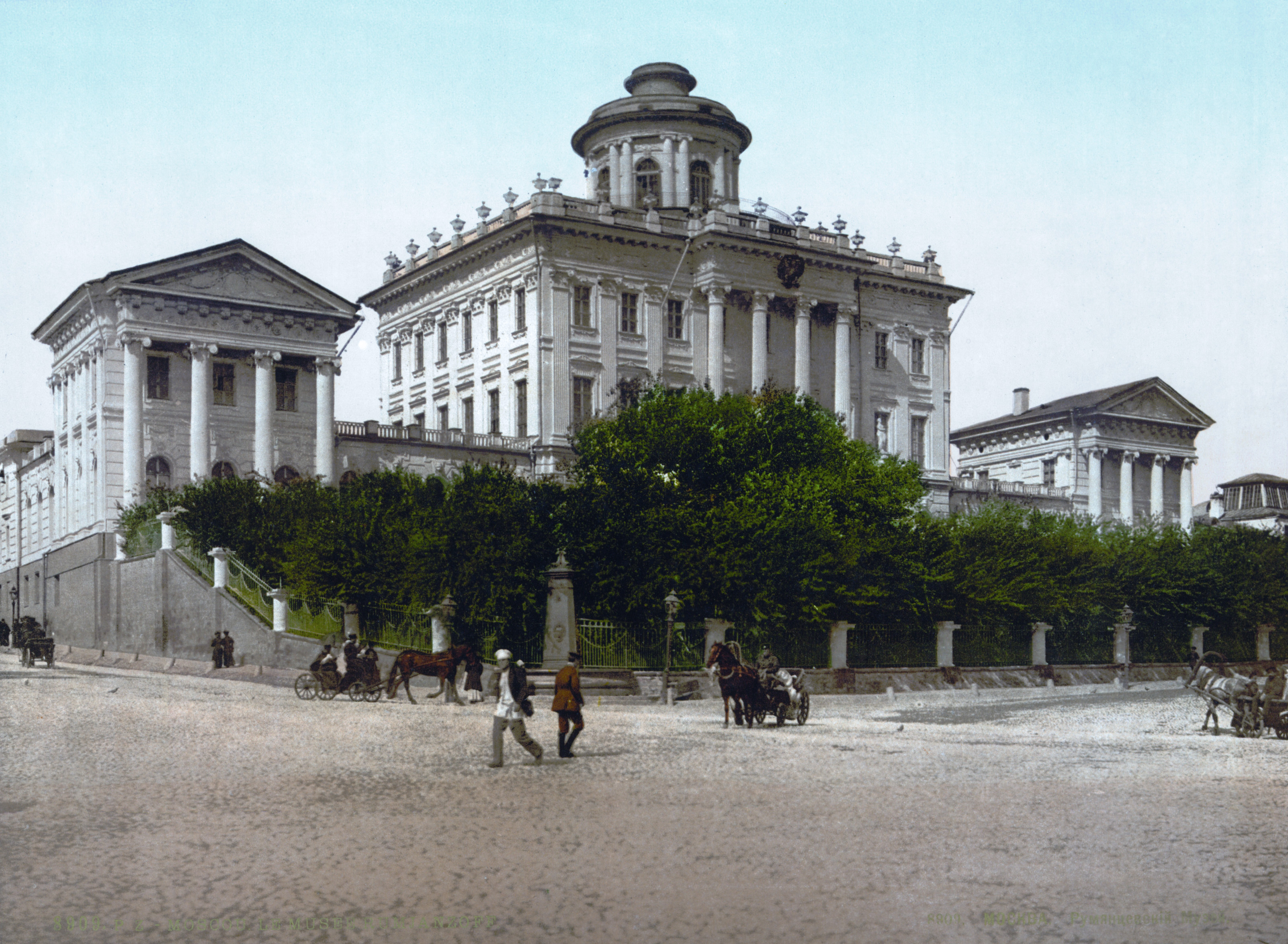
Musée Roumiantsev à Moscou, d'après une carte postale du XIXe siècle (aujourd'hui Bibliothèque d'État russe

En 1918, avant son départ pour la Crimée, le prince confia une partie de la collection au musée Roumiantsev. En 1919, accompagné de son épouse et de sa fille, le prince émigra en France, il s'établit à Cannes où il possédait une villa. L'entretien de ses propriétés présentant un coût trop élevé, il vendit ses biens et s'établit à New York.
Au cours de sa vie d'exilé, le prince revint à sa passion, il peignit des paysages, des natures mortes mais également des tableaux à thème religieux, ses œuvres furent exposées à Paris, en 1927, lors de l'exposition de la Fédération française des Artistes, en 1932, à l'occasion de l'exposition d'art russe à la Galerie de la Renaissance. En 1925, il cofonda la Société parisienne Icône. Il fut un membre de l'association des Monarchistes-Unis.

### Décès et inhumation
En 1953, de retour en Europe, il résida à Rome où il décéda le 25 mai 1962. Il fut inhumé au cimetière Testaccio sis à Rome.

## Œuvres
Dans les dernières années de sa vie, le Prince Chtcherbatov rédigea des Mémoires sur la vie artistique à Moscou au début du XXe siècle. En outre, ses descendants héritèrent d'archives, ces dernières sont conservées à Rome.
Le Prince Shcherbatov a travaillé pendant de nombreuses années sur son œuvre principale, qui devait devenir un manifeste de sa vision du monde artistique et religieuse. Ce plan à grande échelle dans son ensemble n'a jamais été réalisé, mais les pensées et les idées de Shcherbatov se sont reflétées dans un certain nombre de publications qui se sont avérées dispersées dans les périodiques d'émigrants de langue russe. En 2022, ce corpus de textes, pour la première fois réunis et commentés, est publié en Russie sous la forme d'un recueil intitulé « L'art comme une sorte de cognition spirituelle ». Le recueil comprenait également un poème du prince Shcherbatov, retrouvé dans une archive privée romaine, ainsi que des articles sur lui dans la presse émigrée.